# コアズ
株式会社コアズ（仏：CORPS）は、警備保障会社。セキュリティ事業（施設警備、交通誘導、誘導警備、イベント警備、機械警備、貴重品運搬、ビルメンテナンス事業、放置車両確認事務事業、オートサービス事業、人材サービス事業）を行う。

## 概要
1974年（昭和49年）8月に篠﨑學（旧制松江高等学校卒、東京大学卒）が名古屋市に本社を置き創業。その後、東京、名古屋、大阪、九州に事業本部を置く。篠﨑學の長女である篠﨑涼が受託し陣頭指揮をとった日韓共催サッカーワールドカップ（2002年）警備、愛知万博（2005年）警備の代表幹事会社として成功させ、2006年（平成18年）には小泉総理時代の民営化の先陣を切った国からの委託事業として放置車両確認事務（駐車違反取締）を全国的に受託した実績をかわれ、同年、2006年に代表取締役となる。
2021年12月現在、4事業本部のもとに北は北海道から南は九州まで27支社・営業所を置き、全国規模で地元に精通した独自のセキュリティ体制を敷いている。
公営競技場の警備や交通警備を中心とした業務で事業を拡大し、現在は官公庁の施設、病院施設、商業施設等の施設警備も多数行っている。
ビルメンテナンス事業においては、徳丸取締役の下、大規模オフィスビルから商業施設の設備管理業務や清掃業務。ホテルの客室キーピングには外国人技能実習生を採用している。
一方、社会貢献活動として各種事業を通じて安全で快適なまちづくりに貢献することにより「住み続けられる街づくりを」（目標ナンバー11）。「すべての人に健康と福祉を」（目標ナンバー3）の実現に向けて日本赤十字病院や障がいをお持ちの方々の支援を行っている。
また、社員一人ひとりも、街の清掃や通学路の安全確保活動など身近なところからSDGsにつながる取り組みを行っている。
現在は、篠﨑學が生前、愛知県警備業業界会長をしていた際、愛知県警より警備業協会に出向し、協会の専務理事をしてた小塚喜城が県警退職後、入社し、顧問をへて社長となっている。
警備業界売上高　第11位（2020年実績）

## 放置車両確認事務委託地区
道路交通法の一部を改正する法律（平成16年法律第90号）により放置車両確認事務業務を委託された地区は以下となる。
2021.12 現在
- 宮城県　仙台中央署他、4署管内
- 栃木県　宇都宮署他、1署管内
- 福島県　郡山署管内
- 東京都　中野署他、18署管内
- 静岡県　静岡中央署他、1署管内
- 愛知県　中署他、4署管内
- 広島県　広島中央署他、6署管内
- 福岡県　中央署他、2署管内
- 佐賀県　佐賀北署他、1署管内
- 熊本県　熊本中央署他、1署管内
- 大分県　大分中央署管内

## コアズグループ
- 株式会社フロイデ（保険代理店業）
- 旭警備保障株式会社（警備業）
- 安全警備株式会社（警備業）

## 業務提携企業
- 新日本警備保障株式会社（警備業）